# Col·legi electoral
El col·legi electoral és el cos encarregat de triar a un determinat representant polític mitjançant el sistema de sufragi indirecte.
En el sistema de sufragi indirecte, els votants no elegeixen directament al candidat sinó a electors, que al seu torn tenen la missió d'elegir el candidat. Un cop elegits els electors han de formar un Col·legi electoral per procedir a votar, i finalment negociar i deliberar, per tal de determinar quin serà en definitiva el candidat electe.
La forma d'elegir els electors pot variar des d'un sistema de majoria, en el qual tots els electors corresponen al partit guanyador, un sistema de majoria i minoria, en què els electors es divideixen entre la primera i segona minories, o un sistema de representació proporcional.
En algunes legislacions, els electors estan obligats a votar el candidat del partit que representen, però en altres no. És possible fins i tot, com succeeix als Estats Units que en un mateix col·legi electoral convisquin ambdós tipus d'electors.
En general les majories que es formen al col·legi electoral no coincideixen exactament amb les majories formades pel vot dels ciutadans. Aquesta diferència obre la possibilitat que un col·legi electoral elegeixi un candidat diferent del que va resultar més votat en l'elecció popular.